# Def Jam: Fight for NY
 (mars 2020).
Si vous disposez d'ouvrages ou d'articles de référence ou si vous connaissez des sites web de qualité traitant du thème abordé ici, merci de compléter l'article en donnant les références utiles à sa vérifiabilité et en les liant à la section « Notes et références ».
Def Jam: Fight for New York est la suite du jeu vidéo Def Jam Vendetta édité par Electronic Arts en 2004 sorti sur PlayStation 2, GameCube et Xbox. Une nouveauté de cet épisode est l'apparition de rappeurs non issus de Def Jam tels Snoop Dogg, Busta Rhymes, Xzibit ou encore David Banner et le fait que les personnages féminins non jouables dans l'épisode précédent sont désormais utilisables (excepté Christina Milian qui n'apparaît pas dans ce volet).

## Système de jeu

### Généralités
Pour gagner un combat, le joueur doit mettre la barre de vie de son ou ses adversaires dans la zone rouge. Ensuite, les possibilités pour l'achever sont nombreuses : une attaque puissante propre à son ou ses styles de combat, un blazing move, des objets présents dans la zone de combat, un saut à partir d'un endroit surélevé de la zone de combats (coin de ring, poutre d'acier, etc.) un mouvement de lutte à deux (équipe) ou encore en utilisant des membres de la foule ou des parties du décor comme les grillages, murs, poutres d'acier, camion Hummer, etc. Certains endroits offrent d'autres possibilités de KO comme le bureau de Crow (Snoop Dogg), le métro, et l'entrepôt en feu. À noter que les victoires par soumission ou par "hors-ring" ne nécessitent pas que la barre de vie de votre adversaire soit dans le rouge.
Le mode Histoire est axé autour du personnage de Snoop Dogg (qui joue le rôle du gangster de la bande rivale), que vous devrez battre pour devenir le maître de la ville. Pour cela vous pouvez créer votre propre personnage et le faire évoluer tout au long de l'aventure. Le mode histoire offre aussi la possibilité de se créer un style de combat unique, regroupant un maximum de 3 des 5 styles de combats (combat de rue, arts martiaux, catch, soumission et kickboxing). Tous les personnages du jeu ont un "blazing move" et une façon unique de se battre. Le mode multijoueurs s'est aussi amélioré avec plusieurs petits challenges comme le mode survival. Des "free-for-all" à 3 ou 4 joueurs ainsi que des combats en équipes sont disponibles. Le rappeur DMX ne figure pas dans cet épisode du fait d'un différend financier, l'équipe d'EA n'ayant pas voulu céder aux demandes du rappeur. En 2007, une troisième suite intitulée Def Jam Icon voit le jour uniquement sur PlayStation 3 et Xbox 360.

### Combattants
Personnages réels
- Bone Crusher
- Bubba Sparxxx
- Busta Rhymes  (dans le rôle de Magic)
- Bless
- Carmen Electra
- Capone
- Comp
- Cindy J
- Crazy Legs
- Christopher Judge (dans le rôle de D-Mob)
- Danny Trejo
- David Banner
- DJ Enuff
- DJ Felli Fel
- Elephant Man
- Erick Sermon
- Fat Joe (dans le rôle de Crack)
- Fam-Lay
- Flavor Flav
- Freeway
- Ghostface Killah
- Havoc (de Mobb Deep)
- Henry Rollins
- Ice-T
- Jacob Arabo
- Joe Budden
- Kimora Lee
- Lil' Flip
- Lil' Kim
- Ludacris
- Mack 10
- Memphis Bleek
- Method Man (dans le rôle de Blaze)
- N.O.R.E.
- Omar Epps (dans le rôle de O.E.)
- Prodigy (de Mobb Deep)
- Redman (dans le rôle de Doc)
- Scarface
- Sean Paul
- Shawnna
- Snoop Dogg (dans le rôle de Crow)
- Slick Rick
- Sticky Fingaz
- Warren G
- WC
- Xzibit

Personnages originaux
- Baxter
- Bo
- Chiang
- Cruz
- Dan G
- House
- Jervis
- Manny
- Masa
- Meca
- Nyne
- Pockets
- Rome
- Santos
- Skull
- Snowman
- Solo
- Stingray
- Suspect
- Teck
- Trick

## Bande-son
- Make It Hurt (Busta Rhymes)
- Seize The Day (Bless)
- Get It Now (bless)
- Pop Off (Joe Budden)
- Lil' Bro (Ric-A-Che)
- Koto (Chiang)
- See About Ya (Beezel ft. Bone Crusher & David Banner)
- What's Happenin' (Method Man ft. Busta Rhymes)
- Pistolgrip-Pump (Volume 10)
- Man Up (Sticky Fingaz)
- Take A Look At My Life (Fat Joe)
- Get Into It (Comp)
- Flipside (Freeway)
- Yes Sir (Capone & N.O.R.E.)
- America's Most (Method Man & Redman)
- Let's Go (Shawnna)
- Mamma Said Knock You Out (LL Cool J)
- Muthafucka (Xzibit)
- Let's Get Dirty (Redman)
- Are We Cuttin' (Pastor Troy ft. Ms. Jade)
- Anything Goes (Capone & N.O.R.E. ft. Wayne Wonder et Lexxus)
- Bust (OutKast)
- Comp (Comp)
- Get It Now (Bless)
- Move! (Public Enemy)
- Nuff Respect (Big Daddy Kane)
- O.G. - Original Gangster (Ice-T)
- Poppa Large (Ultramagnetic MC's)
- Walk With Me (Joe Budden)
- We Gon Hit Em (Deuce, Dub & The Junkyard Gang)
- Take a Look at my Life (Fat Joe)